# Viggo Moltke
Viggo Vilhelm greve Moltke (10. december 1862 på Nørager – 7. januar 1943) var en dansk slotspræst, bror til Otto og Aage Moltke.
Han var søn af Adam Georg Ernst Henrik Moltke til Nørager og Conradineslyst og Bertha Marie Louise komtesse Moltke af Espe. Viggo Moltke blev døbt 2. januar 1863 i Sæby. 
Viggo Moltke tog eksamen som student i 1882 i Borgerdydskolen, København. Han tog eksamen som cand.theol. 29. januar 1891. Han var fra 10. juni 1896 sognepræst i Sdr. Jernløse-Søstrup og fra 2. september 1910 sognepræst i Søborg-Gilleleje. Han var fra 1917 sognepræst i Asminderød-Grønholt og Fredensborg Slotskirke. Han gik på pension i 1932. Moltke var Ridder af Dannebrog og Dannebrogsmand.
Han blev gift 31. maj 1895 i Vartov, København, med Helga Bonnevie Hoff, datter af Johan Villiam Hoff og Elisabeth Marie Emilie Bonnevie. Viggo Vilhelm greve Moltke døde i en alder af 80 år.
Børn af Viggo Vilhelm greve Moltke og Helga Bonnevie Hoff:
1. Elisabeth komtesse Moltke
2. Adam Georg Ernst Henrik greve Moltke (9. april 1899 – 27. maj 1986)
3. Kai Vilhelm greve Moltke (1902-1979)
4. Bertha Marie Louise komtesse Moltke